# Eichensplintkäfer
Der Eichensplintkäfer (Scolytus intricatus) ist ein Rüsselkäfer aus der Unterfamilie der Borkenkäfer (Scolytinae). Da er seine Brutsysteme in der Rinde der Wirtsbäume anlegt, wird er den Rindenbrütern zugerechnet.

## Merkmale
Die Käfer werden 2,5 bis 3,5 Millimeter lang und haben einen schwarz gefärbten, walzenförmigen Körper. Der Halsschild ist groß und vorne verengt, die Basis und die Seiten sind kantig gerandet. Es verdeckt von oben gesehen nicht den Kopf. Die Stirn ist beim männlichen Käfer flach und kurz gelblich behaart, mit zwei langen, dünnen Haarpinseln über den Mandibeln. Beim weiblichen Käfer ist die Stirn gewölbt und wenig behaart (Sexualdimorphismus). Die rot gefärbten Flügeldecken tragen einheitliche Punktreihen mit etwa gleich großen Punkten. Die Punkte des Halsschildes sind klein, dicht und nie zu Längsrunzeln verschmolzen. Die Fühler und Beine sind gelbrot.

## Verbreitung
Die Art ist in Europa verbreitet. Im Norden ist die Art nicht im südschwedischen Hochland anzutreffen.

## Lebensweise
Der Eichensplintkäfer kommt vor allem an Eichen (Quercus), gelegentlich auch an Weiden (Salix), Pappeln (Populus), Ulmen (Ulmus), Rotbuchen (Fagus sylvatica), Hainbuchen (Carpinus betulus), der Europäischen Hopfenbuche (Ostrya carpinifolia), Gewöhnlichen Rosskastanie (Aesculus hippocastanum), Edelkastanie (Castanea sativa) sowie Haselarten (Corylus) vor. Er besiedelt die Rinde der Bäume, auch im Bereich der Borke. Das Fraßbild ist ein relativ kurzer, ein bis drei Zentimeter langer, einarmiger Muttergang (Quergang), der den Splint tief furcht. Die Larvengänge zweigen von diesem seitlich nach oben und unten ab. Auch sie sind im Splint deutlich zu sehen. Der Käfer frisst an der Basis der jüngsten Triebe, die häufig abbrechen.
Es kommt zur Ausbildung von ein bis zwei Generationen im Jahr, die Flugzeit ist von Ende Mai bis Juni und im September.

## Systematik

### Synonyme
Aus der Literatur sind folgende Synonyme bekannt:
- Eccoptogaster intricatus Ratzeburg, 1837
- Eccoptogaster picicolor Stephens, 1830
- Scolytus lenkoranus Eggers, 1942
- Scolytus penicillatus Reitter, 1913
- Scolytus simmeli Eggers, 1923
- Scolytus tiburtinus Claus, 1958